# إسقاط طائرة آر كيو-4 غلوبال هوك
إسقاط طائرة آر كيو-4 غلوبال هوك هيَ عملية عسكرية إيرانيّة نُفّذت بصاروخ أرض جو في 20 يونيو 2019، أطلقته القوات الجو-فضائية التابعة للحرس الثوري الإيراني، لاستهداف طائرة مُسيّرة أمريكية من نوع آر كيو-4 غلوبال هوك، فوق المجال الجوي الدولي في منطقة مضيق هرمز وفقًا للوثائق التي نشرتها وزارة الدفاع الأمريكية، بينما نص بيان لقوات الحرس الثوري الإيراني بأنهم أسقطوها قرب منطقة كوه مبارك في إقليم هرمزغان. إثر العملية، قال الرئيس الأمريكي دونالد ترامب أن: «إيران ارتكبت خطأً جسيمًا»، وبعد اجتماعات جرت في البيت الأبيض بواشنطن للبحث في الخيارات للرد على العملية الإيرانية، أجاب الرئيس الأمريكي حول طبيعة الرد الأمريكي، فقال: «سترون قريبًا». بينما حذّر الرئيس الروسي فلاديمير بوتين من تبعات أي عملية عسكريَّة أمريكية موجهة لإيران. وقد ارتفعت أسعار النفط في الأسواق العالمية بقيمة 6 بالمائة، بسبب وجود مخاوف من إغلاق مضيق هرمز، واحتمال ضربة عسكرية أمريكية محدودة للرد على العملية الإيرانية.

## الخلفية
لقد قامت الولايات المتحدة بتحليق طائرات استطلاع تجسسية فوق الأراضي الإيرانية لسنوات كثيرة. لكي تكون هذه العمليات مطابقة للقانون الدولي، يجب أن تحصل في المجالات الجوية الدولية (الغير تابعة لأي دولة). بغض النظر عن عمليات التحليق الحاصلة ضمن النطاق القانوني (والتي تحصل بكثرة)، تعترض إيران على ما تزعم أنها انتهاكات للمجال الجوي الذي تسيطر عليه، حيث زعمت أن طائرتا تجسس تابعتان للولايات المتحدة سقطتا في إيران، واحدة من نوع شادو 200 (RQ-7)، والتي قيل أنها تحطمت داخل محافظة عيلام بعدما خطت 37 ميلاً فيها (بتاريخ 4 يوليو 2005)، وأخرى من نوع هرمز سقطت قرب خرم آباد بعدما تقدمت 125 ميلاً داخل إيران (بتاريخ 25 أغسطس 2005). كما تم الكشف عن برنامج أدارته وكالة المخابرات المركزية يهدف لتحليق طائرات في المجال الجوي الإيراني بالسر، وتم ثوثيق تفاصيل البرنامج في أعقاب قبض إيران على طائرة تجسس سرية داخل أراضيها بتاريخ 5 ديسمبر 2011؛ اقتضى البرنامج عمليات متكررة تم فيها إرسال الطائرات السرية إلى إيران.

## نوع الطائرة المُسيّرة
كشف البنتاغون أن الطائرة الأمريكية المُسيّرة، هي من نوع آر كيو-4 غلوبال هوك من إنتاج نورثروب غرومان، مُصمّمة لتحلق على ارتفاعات عالية تصل إلى 60,000 قدم (18 كم). يبلغ ارتفاع الطائرة 4,6 أمتار، وطولها 44 قدمًا (13,5 مترًا)، في حين يبلغ باع جناحها 116 قدمًا (35,4 مترًا)، بوزن إجمالي يصل إلى 25,600 رطلًا (12 طنًا). أشار تقرير لرويترز أن الطائرة المسقطة كانت من نوع نورثروب غرومان إم كيو-4 سي تريتون، لكن القيادة المركزية للولايات المتحدة أكدت في النهاية أنها كانت من نوع آر كيو-4 غلوبال هوك.

## العملية العسكرية الإيرانية

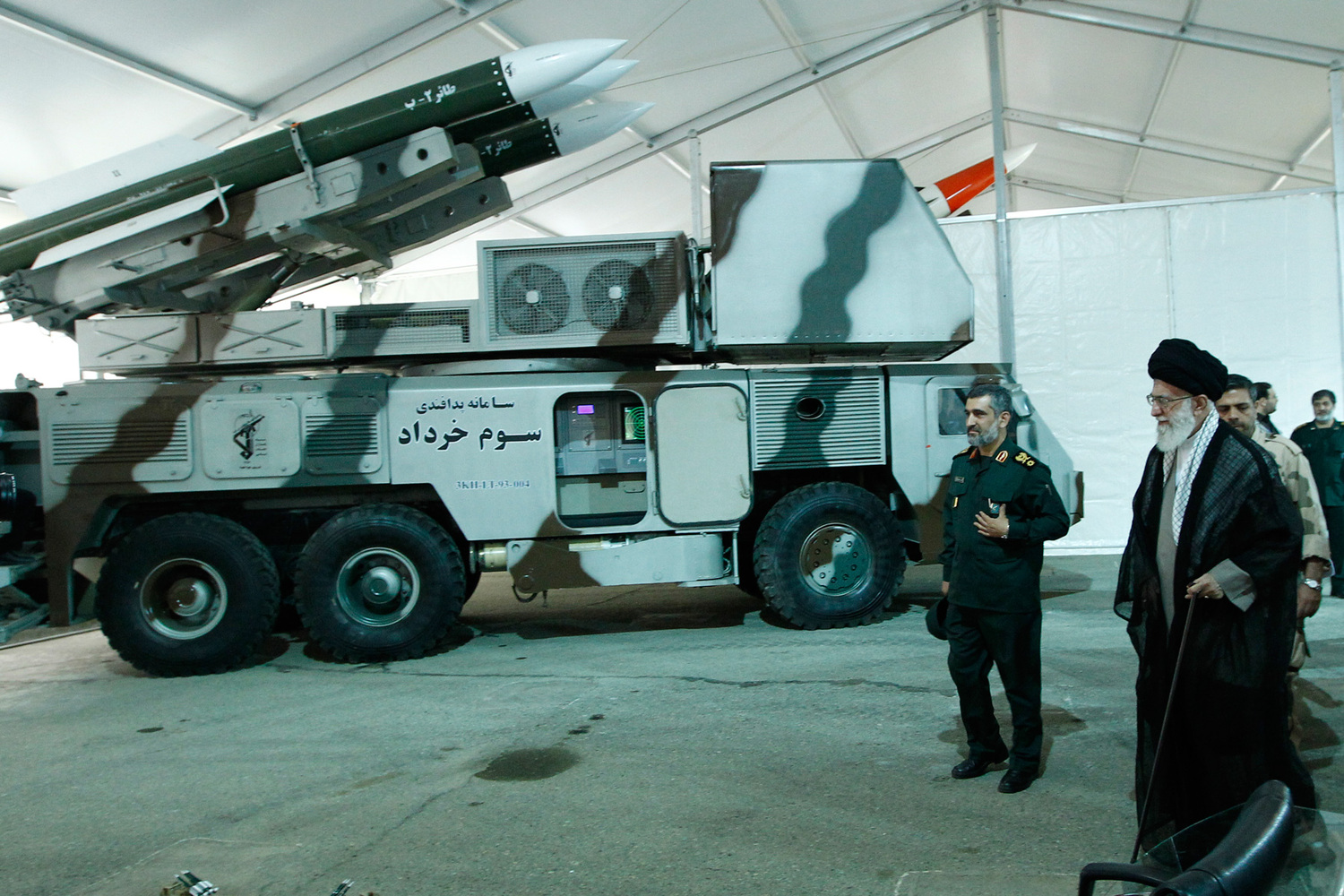
صورة لمنظومة سوم خرداد الإيرانية التي قيل أنها استخدمت في إسقاط الطائرة

بعد أن كشف الحرس الثوري في بيان له إسقاط الطائرة الأمريكية، نفت القوات الأمريكية سقوط أي طائرة لها بنيران إيرانية في منطقة الخليج العربي؛ إلا أن واشنطن اعترفت بعد ساعات من ذلك بإسقاط الطائرة، وقال قائد سلاح الجو الأمريكي في القيادة الوسطى، جوزيف غاستيلا، إن الحرس الثوري أطلق صاروخ أرض-جو على الطائرة الأمريكية المُسيَّرة، نافيًا في الآن ذاته أن البيانات الإيرانية عن دخول الطائرة إلى الأجواء الإيرانية «كاذبة»، كاشفًا أنّها من نوع آر كيو-4، وكانت تطير «على ارتفاع شاهق، وعلى بعد حوالى 34 كلم من أقرب نقطة برية على الساحل الإيراني.» لكن محمد جواد ظريف وزير الخارجية الإيراني قال في صفحة على موقع تويتر بأن الطائرة كانت في الأجواء الإيرانية وفي إحداثيات (25°59′43″N 57°02′25″E / 25.99528°N 57.04028°E) بالقرب من منطقة كوه مبارك.
نفت الولايات المتحدة التفاصيل التي قدمتها الحكومة الإيرانية بخصوص مسألة موقع الطائرة الأمريكية أثناء إنزالها من قبل القوات الإيرانية، حيث قال غاستيلا أن «أقل مسافة وصلت إليها الطائرة من الساحل الإيراني هي 21 ميلاً»، وقد وصف غاستيلا العملية العسكرية الإيرانية «بالهجوم الخطير والتصعيدي» مضيفًا «هو هجوم غير مسؤول ووقع في منطقة ممرات جوية معروفة بين دبي والإمارات وعُمان، وربما شكل خطرًا على حياة المدنيين الأبرياء». لاحقاً، أصدر قسم القيادة الوسطى خريطةً زعم أنها تظهر مسار التحليق الذي سلكته الطائرة؛ وفقاً لمعطيات هذه الخريطة، تم استهداف الطائرة عندما كانت بعيدة عدة أميال عن المياه الإقليمية التابعة لإيران. كما قاموا بنشر صورة مأخوذة بواسطة الأشعة تحت الحمراء تظهر انفجاراً حصل في الطائرة بعد إصابتها في موقع معرف بهذه الإحداثيات: 25°57′27″N 56°52′39″E، أي حوالي ال17.3 ميلاً (32 كيلومتراً) من الساحل الإيراني (تم التقاط الصورة من قبل طائرة مرافقة). أذاعت صحيفة النيويورك تايمز خبراً، استناداً على أقوال مسؤول مخضرم يعمل لدى حكومة ترامب، ينص على أنه كان هناك الكثير من الشكوك حول ما إذا قامت الطائرة التي تم إنزالها، بالإضافة إلى طائرة بطراز بوينغ بيه-8 بوسيدون كان على متنها جنود أمريكان، بتجنب المجال الجوي الإيراني خلال فترة تحليقهما بأكملها. بتاريخ 21 يونيو، وفقاً لاقتباس في خبر روته وكالة تسنيم الأخبارية عن الحادثة، قال العميد أمير علي حاجي زاده قائد القوة الجوفضائية لحرس الثورة الإسلامية:
«أرسلنا التحذيرات مرتان، ولكن، للأسف، عند امتنعوا عن الرد ولم تغير الطائرة مسارها، أصبحنا مخولين بإنزالها. بالإضافة إلى الطائرة الأمريكية المعنية، كان هناك طائرة بوينغ بيه-8 يوجد على متنها 35 شخصاً. اخترقت تلك الطائرة مجالنا الجوي وكنا قادرين على إسقاطها، ولكننا لم نفعل ذلك.»
زعم الإيرانيون أن طائرة البيه 8 أنصتت للتحذيرات وابتعدت عن الساحل الإيراني. البيه 8 هي طائرة بحرية تستخدمها الولايات المتحدة للاستطلاع، كما إنها مزودة بأسحلة تجعلها قادرة على تدمير السفن والبوارج. بعد مرور ساعات منذ الحادثة، أكد البنتاغون وجود طائرة بيه 8 قرب المنطقة التي دارت فيها الأحداث.
قام رئيس الولايات المتحدة دونالد ترامب بتكرير ما قاله حاجي زاده بخصوص البيه-8:
«كان هناك طائرة على متنها 38 شخصاً، هل رأيتم ذلك؟ أعتقد أن تلك قصة هامة. كانت في أنظارهم ولكنهم لم يسقطوها. أعتقد أنهم اتخذوا قراراً حكيماً بالامتناع عن إسقاطها. نحن نقدر أنهم لم يفعوا ذلك ونعتقد أنه كان قراراً سديداً جداً.»
وكان الكابتن بيل أوربان، المتحدث باسم القيادة المركزية للجيش الأمريكي، قد وصف ما حدث بأنه «هجوم غير مبرر على (سلاح) استطلاع أمريكي في الأجواء الدولية».
أشار بيان دائرة العلاقات العامة في حرس الثورة الإسلامية أن الطائرة «وخلافًا لقوانين الملاحة الجوية أطفأت جميع معداتها التي تعرف عنها وواصلت بسرية تامة مسارها قادمة من مضيق هرمز نحو جابهار».
ذكرت وكالة أنباء تسنيم الدولية للأنباء، الإيرانية الخاصة، أن إسقاط الطائرة جرى باستخدام منظومة «سوم خرداد»، الثالث من خرداد، وهي منظومة دفاع جوي محلية الصنع. وهي منظومة مستلهمة من منظومة بوك السوفيتية، وذلك بحسب مصادر إيرانية.

## أطراف النزاع
- إيران

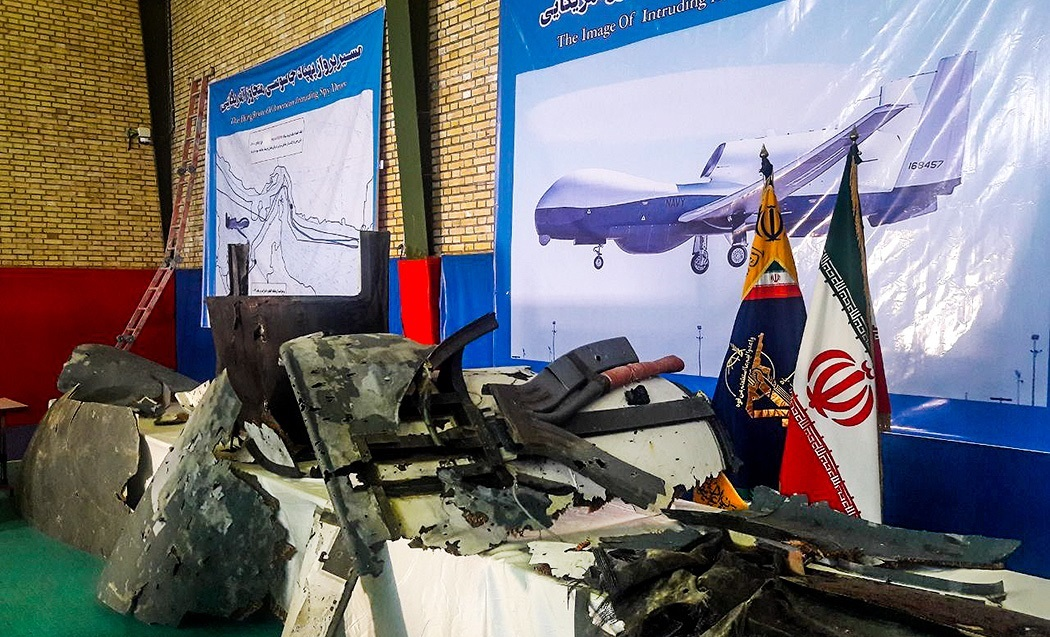
صور قطع عرضها الحرس الثوري وأشار أنها حطام الطائرة مع خريطة لمسار الطائرة في الخلفية.

وصف حسين سلامي القائد العام للحرس الثوري الإيراني، عملية الإسقاط بأنها: «رسالة واضحة» للولايات المتحدة، مضيفًا أن «طهران سترد بقوة على أي عدوان»، وأنها «لا تسعى لحرب مع أي دولة،» على حدِّ وصفه. ذكر وزير الخارجية محمد جواد ظريف أن بلاده «حصلت على أجزاء من الطائرة في مياهها الإقليمية حيث أسقطت الطائرة»، كذلك أشار إلى الإحداثيات التي استهدفت فيها الطائرة والتوقيت، وذكر أيضًا أن الطائرة أقلعت في الساعة 00:14 من الإمارات العربية المتحدة في وضعية تخفي.
وزارة الشؤون الخارجية: أبلغت احتجاجها الشديد على «خرق أجوائها من قبل الطائرة الأمريكية» للسفير السويسري باعتباره مديرًا لمكتب رعاية المصالح الأمريكية في إيران، كذلك أٌبلغ السفير السويسري بأن إيران تمتلك أدلة دامغة على اختراق الطائرة الأمريكية الأجواء الإيرانية، «وطُلب منه الحضور غدًا لاطلاعه على المزيد من التفاصيل حول الحادث». في الوقت نفسه أعلن كيوان خسروي، المتحدث باسم مجلس الأمن القومي الإيراني بأن بلاده ستقدم شكوى ضد الولايات المتحدة في مجلس الأمن احتجاجًا على ما سماه العدوان العسكري.
في اليوم التالي لإسقاط الطائرة، أظهر الحرس الثوري قطعًا مما قال أنه حطام الطائرة المسقطة. وقال العميد أمير علي حاجي زاده، قائد القوة الجو-فضائية لحرس الثورة الإسلامية: «حذرنا الطائرة عدة مرات على مرحلتين، إذ أن هذه الطائرة لديها أنظمة تنقل المعلومات إلى محطاتها المركزية، عندما يجري الاتصال بها، لكن للأسف لم يتم الرد من قبلهم».
- الولايات المتحدة

قال الرئيس الأمريكي دونالد ترامب أن: «إيران ارتكبت خطأً جسيمًا»، وبعد اجتماعات جرت في البيت الأبيض بواشنطن للبحث في الخيارات للرد على إسقاط الطائرة، أجاب الرئيس الأمريكي حول طبيعة الرد، فقال: «سترون قريبًا». كذلك أشار الرئيس ترامب أنه يجد صعوبة في تصديق أن إسقاط الطائرة كان مقصودًا. إلا أن مسؤولين إيرانيين كشفا لوكالة رويترز يوم الجمعة 22 يونيو 2019، أن «طهران تلقت رسالة من الرئيس الأمريكي دونالد ترامب عبر سلطنة عمان ليل الخميس للتحذير من هجوم أمريكي وشيك على إيران».
قامت إدارة الطيران الفيدرالية بتحذير شركات الطيران من «إمكانية سوء الحساب وارتكاب أخطاء في تحديد الهوية»، وتم تغيير مسار الطائرات وحرفها عن منطقة معلومات الطيران في طهران. وفقاً للدبلوماسيين، قامت الولايات المتحدة بمطالبة مجلس الأمن التابع للأمم المتحدة بعقد لقاء مغلق بتاريخ 24 يونيو من أجل التطرق للحدة في العلاقات الإقليمية بينها وبين إيران. بعد بضعة ساعات، أذاعت صحيفة النيويروك تايمز، بالاعتماد على مزاعم «العديد من المسؤولين الحكوميين الذين شاركوا في المحادثات أو أُخبروا عنها»، خبراً ينص على أن ترامب كان قد أمر بإجراء غارة عسكرية انتقامية على الكثير من المواقع العسكرية الإيرانية التي تتمركز فيها أنظمة الرادار ومخازن القذائف، ولكنه عكس قراره عندما كانت على وشك أن تحصل. وزير الخارجية مايك بومبيو ومديرة وكالة المخابرات المركزية جينا هاسبل ساندا الرد العسكري واعترضا على تراجع ترامب عن قراره الأولي. في البداية، ساند مايك بومبيو ارتكاب غارات عسكرية محدودة ولكنه اتفق مع القرار الذي اتخذه ترامب في النهاية.
في اليوم التالي للهجوم نشرت وسائل الإعلام الأمريكية أخبارًا عن تراجع الرئيس الأمريكي عن ضربة ضد أهداف إيرانية قبل 10 دقائق فقط من التنفيذ، حيث غرد أنه «ليس هناك حاجة للاستعجال» في الهجوم على إيران وأنه قام بإبطال قراره «10 دقائق قبل موعد شن الغارة». أكد الرئيس هذه الأخبار في نفس اليوم مشيرًا إلى أنه سأل ضباطه حول الخسائر المتوقعة من تنفيذ الضربة فأخبر أنها ستصل إلى 150 شخص، وقال أنه أعتقد أن هذا الرد غير متناسب مع إسقاط طائرة مسيرة. في مقابلة أجراها مع محطة NBC بعد ذلك، استطرد ترامب في شرح تسلسل الأفكار الذي اتبعه للتوصل إلى القرار، قائلاً أنه بالرغم من أن طائرات شن الغارة كانت «مجهزة ومحملة [بالقذائف]»، لم يعطي هو ترخيصه النهائي للعملية وأضاف أن الطائرات لم تكن قد بدأت تحليقها في الجو قبل التراجع. كرر ترامب أنه لا يريد حرباً مع إيران وأنه جاهز لإجراء محاورات غير مبنية على أية شروط مع القيادة الإيرانية، ولكنه أكد أن إيران «ليس بإمكانها أن تحوز على الأسلحة النووية» وحذر أنه إذا حصل أي نزاع، سيتبعه «تدميراً لم تروا مثله من قبل». ورد في مقالة نُشرت بتاريخ 22 يونيو في صحيفة وول ستريت أن ترامب تحسر على سعر الطائرة التي تم إسقاطها- والذي بلغ 130 مليون دولاراً (دون شمل البحث والتطوير)- ولكنه قال أن ذلك السعر الباهظ يهون في أعين مواطني الولايات المتحدة مقارنةً بالخشية من إمكانية سفك دماء الكثير من الضحايا الإيرانيين. قال أحد المصادر أن تقدير ال150 ضحية أتى من البيت الأبيض، لا من البنتاغون، والذي قال مصدران أنه وضع تقديراً أقل لعدد الضحايا المستقبلي. ورد في قصة تشرتها صحيفة وول ستريت أن رئيس هيئة الأركان المشتركة الأمريكية حذر ترامب من إجراء غارة جوية، مما أثر بشكل ملحوظ على القرار الذي اتخذه ترامب.
بتاريخ 23 يونيو، قام جون بولتون بتحذير إيران من «الخلط بين الحذر والفطنة التي تتسم عليها الولايات المتحدة والضعف»، وأضاف ما يلي: «لم يعطهم أحد رخصة صيد في الشرق الأوسط. لقد تم إعادة بناء جيشنا، وهو جديد ومستعد للانطلاق».
بتاريخ 24 يونيو، أعلن ترامب عن قيامه بفرض عقوبات جديدة «ضاربة» تقوم باستهداف القيادة الإيرانية وقيادة الحرس الثوري الإيراني، من ضمنهم القائد علي خامنئي ومكتبه. في ما يلي أسماء بعض الأهداف البارزة التي تم فرض العقوبات عليها: العميد البحري علي رضا تنكسيري؛ قائد القوات الجوفضائية أمير علي حاجي زاده؛ وقائد القوات الأرضية محمد بكبور. كما استهدفت العقوبات قادة في الخمس أقسام التي تتجزأ قوات الحرس الثوري البحرية إليها، ويوجد في صفوفهم: عباس غلام شاشي؛ رامزان زراهي؛ يد الله بدين؛ منصور رافنكار؛ وعلي أزماعي. قامت العقوبات بتجميد أي مدخرات تمتلك الولايات المتحدة سلطة قضائية فوقها، كما قامت بمنع القادة المستهدفين من إجراء معاملات بواسطة عملة الدولار الأمريكي، وهذا بالإضافة إلى إلزام المصارف الدولية بعدم نقل الأموال نيابةً عن هؤلاء القادة. قال وزير الخزانة الأمريكي ستيف منوشن أن العقوبات ستحظر استخدام مدخرات تقدر قيمتها «حرفياً بمئات المليارات» وأن وزير الخارحية جواد ظريف سيتعرض للعقوبات قي الأسبوع نفسه.
نشرت وسائل الإعلام الأمريكية أخبارًا عن توجيه الولايات المتحدة هجمات سيبرانية بموافقة الرئيس ترامب ضد نظم حاسوبية وصواريخ لحرس الثورة الإسلامية، ونفذت هذه الهجمات القيادة السيبرانية للولايات المتحدة بالتنسيق مع القيادة المركزية للولايات المتحدة. وفي المجال نفسه، أصدرت وزارة الأمن الوطني الأمريكية تحذيرًا للقطاع الصناعي في البلاد بشأن تزايد نشاط إيران في الهجمات السيبرانية خاصة في قطاعات الطاقة. علق وزير الاتصالات وتقانة المعلومات الإيراني بالقول أن بلاده «تكافح الإرهاب الإلكتروني منذ مدة طويلة». بتاريخ 24 يونيو، قال وزير تقنية المعلومات والتواصل محمد جزاد آذري جهرمي أن الهجمات السيبرانية باءت بالفشل: «يحاولون جاهداً ولكنهم لم ينفذوا هجوماً ناجحاً إلى حد الآن». أتى هذا في أعقاب قصة نشرتها صحيفة النيويورك تايمز نقلت فيها أن مسؤولين حاليين وسابقين قالوا أن حكومة ترامب كانت في إطار حث العاملين لدى الجيش الأمريكي والمخابرات الأمريكية على تطوير وسائل جديدة لارتكاب عمليات سرية غير معهودة ضد إيران، وهذا من أجل تجنب استخدام الخيارات العسكرية المبتذلة.

## ردود الفعل الدولية
- السعودية: قال وزير الدولة السعودي للشؤون الخارجية عادل الجبير في مؤتمر صحفي في لندن، أن إيران خلقت وضعًا «بالغ الخطورة» في منطقة الخليج العربي.[42]
- روسيا: قال الرئيس الروسي فلاديمير بوتين في لقاء في موسكو، تعليقًا على تقارير أمريكية تفيد بوجود خطة للرد على إسقاط الطائرة، بأن أي هجوم أمريكي «سيكون كارثة على المنطقة».
- : قال ستيفان دوجاريك، المتحدث باسم الأمم المتحدة يوم الخميس إن:[43] «الأمين العام أنطونيو غوتيريش قلق من إسقاط إيران طائرة أمريكية مسيرة ويحث كل الأطراف على ممارسة أقصى درجات ضبط النفس»، مُطالبًا كل الأطراف بأن تتحلى «بأقصى درجات ضبط النفس وتجنب أي عمل من شأنه تأجيج الموقف»، وتعليقًا على الوضع المتوتّر في الخليج العربي، قالت أليساندرا فيلوتشي المتحدثة باسم الأمين العام للأمم المتحدة في جنيف يوم الجمعة 21 يونيو 2019، إن غويتريش قال:[44] «أوصي بشيء واحد فقط: تحلوا بأعصاب من حديد».
- البحرين: أصدرت وزارة الخارجية البحرينية بيانًا يعرب عن إدانتها واستنكارها بشدة قيام إيران بإسقاط طائرة مسيرة تابعة للجيش الأميركي في الأجواء الدولية في منطقة مضيق هرمز.[45]